# Myrmecia mjobergi
Myrmecia mjobergi is een mierensoort uit de onderfamilie van de Myrmeciinae. De wetenschappelijke naam van de soort is voor het eerst geldig gepubliceerd in 1915 door Auguste Forel.
De soort werd ontdekt door Eric Mjöberg in het regenwoud van Queensland (Australië). Het is een grote mier; de wijfjes zijn ca. 30 mm lang; de mannetjes kleiner (16,8 mm).